# Johannes Drost
Johannes Drost (* 22. Juni 1880 in Rotterdam; † 18. September 1954 ebenda) war ein niederländischer Schwimmer.
Er nahm im Alter von 19 Jahren an den Olympischen Spielen 1900 in Paris teil. Im Wettbewerb über 200 Meter Rückenschwimmen belegte er, nach einem zweiten Platz im Halbfinale, im Finale den dritten Platz und konnte sich hinter Ernst Hoppenberg aus Deutschland und Karl Ruberl aus Österreich die Bronzemedaille sichern. Drost war für den niederländischen Schwimmverein Rotterdamse Zwemclub (RZC) aktiv.

## Weblink
- Johannes Drost in der Datenbank von Olympedia.org (englisch)

| Personendaten    | Personendaten              |
| ---------------- | -------------------------- |
| NAME             | Drost, Johannes            |
| KURZBESCHREIBUNG | niederländischer Schwimmer |
| GEBURTSDATUM     | 22. Juni 1880              |
| GEBURTSORT       | Rotterdam                  |
| STERBEDATUM      | 18. September 1954         |
| STERBEORT        | Rotterdam                  |